# El Marquesado
El Marquesado es una localidad del partido de General Pueyrredón, provincia de Buenos Aires, Argentina.
Antiguamente contaba con un balneario que en estos días se encuentra en ruinas por el paso del tiempo y de las inclemencias del mar. Todos los terrenos pertenecían en un principio a una empresa denominada Sierra Leona S.A.
Se hallada a 45 minutos de la ciudad de Mar del Plata, entre Chapadmalal y Miramar.

## Historia
A inicios de 1970 la firma Sierra Leona S.A. levantó un nuevo barrio privado, que se levantaba del otro lado de la Ruta N°11, y que llevaba el nombre de “El Marquesado Country Club”. El barrio privado fue publicado como una gran inversión y pronto  se vendieron muchos terrenos por ser económicos. Sin embargo, muy pocos pudieron escriturar.
El balneario Marquesado finalizó a mediados de la década de 1970 como un ícono playero. Para construirlo se hizo un boquete gigante dentro de un acantilado, y lo dinamitaron a cielo abierto. Se inauguró el 15 de noviembre de 1977. En aquella época, debido a su arquitectura monumental -un balneario de tres pisos, con forma de anfiteatro y vista escalonada al mar- era un proyecto atrevido e innovador. 
Además de los tres niveles de terrazas circulares “únicas en todo el continente sudamericano”, sombrillas, carpas, parrillas, vestuario y juegos infantiles, “El Marquesado” contaba con una confitería, centro comercial, iluminación a vapor de mercurio y una playa de estacionamiento para 250 coches. Los anuncias rezaban:
“Totalmente terminado y habilitado, con rango y jerarquía internacional"
Incluso. el diario La Capital, en septiembre de 1976 lo equiparaba con reconocidos balnearios de otras partes del mundo, como “la Costa Azul, Palma de Mallorca y la Costa Dálmata”.

## Población
Se encuentra en el aglomerado llamado Miramar-El Marquesado junto con la localidad de Miramar del vecino partido de General Alvarado.
Cuenta con 196 habitantes (Indec, 2010), lo que representa un descenso del 2% respecto a los 200 habitantes (Indec, 2001) del censo anterior. En términos de aglomeración, la población es de 29,629 habitantes (Indec, 2001).
| Gráfica de evolución demográfica de El Marquesado entre 1991 y 2010 |
|                                                                     |
| Fuente: Censos nacionales del INDEC                                 |